# Maciste contro Ercole nella valle dei guai
Maciste contro Ercole nella valle dei guai (noto anche come Franco, Ciccio & Maciste contro Ercole nella valle dei guai) è un film del 1961 diretto da Mario Mattoli. È un film comico che con un espediente fantascientifico - il viaggio nel tempo - mette la coppia di protagonisti Raimondo Vianello e Mario Carotenuto in una ambientazione pseudo-mitologica, per fare la parodia del filone dei peplum molto popolari all'epoca.

## Trama
Mario e Raimondo, dirigenti di una piccola compagnia teatrale, tentano di far fortuna usando una macchina del tempo, sbagliando però data e finendo così 7 000 anni addietro. Si trovano alla corte di Euristeo che li assume come indovini per aiutare Ercole nella sua battaglia contro Maciste che vuole sposare Deianira. Maciste, trovatosi inizialmente in svantaggio, ha riacquistato le forze che gli erano state tolte da Circe grazie all'intervento di Eco. Si svolge così una zuffa fra Ercole e Maciste; Mario e Raimondo riescono a scappare ritornando indietro nel tempo alla loro vita moderna.

## Critica
L'intreccio - che è ovvio pretesto per ridere sul mondo dello spettacolo, sulle debolezze dell'uomo moderno e sugli eroi della mitologia classica - anticipa curiosamente (per non dire in modo molto sospetto) l'americano The Three Stooges Meet Hercules uscito nel 1962.»
(Fantafilm)